# 马雷克·扬库洛夫斯基
马雷克·扬库洛夫斯基（捷克語：Marek Jankulovski，1977年5月9日—），已退役的捷克足球运动员，場上司职左中场或者左后卫，生涯最煇煌的時段於意甲班霸AC米兰效力。

## 俱乐部生涯
扬库洛夫斯基出身於捷克小型球會奧斯特拉瓦，早於2000年已到意大利聯賽打拼，當時先效力拿玻里，之後轉投烏甸尼斯。在烏甸尼斯度過一個不俗賽季後，於2005年轉投歐洲豪門AC米兰，由於球會有大量出色球星，他主要是替補，填補左中場或左後防的空缺。但是他成功抓住為數不多的出場機會發揮出色，在第二个赛季起便成为主力，為AC米蘭隊贏得2007年歐洲冠軍聯賽冠軍立下汗馬功勞。2011年随队夺得了第18座意甲联赛冠军奖杯，俱乐部没有和其续约。之后贊古盧夫斯基便回到捷克的奧斯特拉瓦，他為球隊在第一場只上陣8分鐘便因膝傷退下火線，2012年2月20日，贊古盧夫斯基宣佈因無法從膝傷康復而退役。

## 国家队
2000年2月，在捷克队与墨西哥队的友谊赛上，扬库洛夫斯基第一次为国家登场并打满90分钟。他代表過捷克國家隊出賽2006年世界杯，但只是打了三場分組賽，便首圈出局。
總計他为捷克国家队上陣77次，打进11球。